# 清水一郎 (政治家)
清水 一郎（しみず いちろう、1918年〈大正7年〉9月4日 - 1991年〈平成3年〉6月12日）は、日本の政治家。
群馬県知事（公選第9・10・11・12代）、群馬県議会議員（4期）、第47代群馬県議会議長、群馬県議会副議長、前橋市議会議員（1期）を歴任した。

## 略歴
群馬県前橋市出身。1936年、群馬県立前橋中学校（現群馬県立前橋高等学校）卒業。1939年、福島高等商業学校（現福島大学経済経営学類）卒業。同年、日立製作所東京本社勤務となる。1943年、青森県立商業学校（現青森県立青森商業高等学校）教諭となる。1944年、群馬県立前橋工業学校（現群馬県立前橋工業高等学校）教諭となる。1948年、群馬県立前橋商業高等学校講師となる。
1955年に前橋市議会議員となり、1期4年務める。この間、総務、文教の各常任委員会に所属し、前橋市監査委員も務めた。1959年4月の群馬県議会議員選挙に、前橋市選挙区から立候補して、初当選を果たし4期16年務めた。同年、自由民主党に入党した。県議会では、群馬県議会副議長（1970年5月16日から1971年5月13日）、第47代群馬県議会議長（1974年5月29日から1975年5月14日）を歴任した。また、これ以外にも総務、厚生、商工労働、総務企画、交通並びに地域開発、議会運営の各委員会の委員長を、厚生、商工労働、交通対策、議会運営、尾瀬推理対策の各委員会の副委員長を歴任した。また、群馬県監査委員、前橋工業団地造成組合議会議員、都市計画地方審議会委員、総合開発審議会委員、社会福祉協議会長等を歴任した。
1976年、群馬県知事選挙に出馬し当選。以後、3回連続当選を果たし、4期目まで知事を務めた。この間、関東知事会監事を務めた。在任中は、「スポーツ県　群馬」を提唱し、1983年のあかぎ国体を成功に導くなど、スポーツ知事として親しまれた。現在「ニューイヤー駅伝」として知られる全日本実業団駅伝の初の群馬県開催時（1988年）の知事でもある。1981年、自民党を離党した。1991年6月12日、急性腎不全のため在職中のまま死去した。享年72。墓所は前橋市正幸寺。

## 栄典
- 1989年 - 勲二等旭日重光章[1]
- 1991年 - 従三位[1]

## その他
- 趣味は読書とスポーツ[1]
- 三男は群馬ロイヤルホテル社長で元学校法人ニッポンアカデミー理事長の清水澄（ますみ）[5]。